# Pedro Álvarez Osorio
Pedro Álvarez Osorio (vóór 1447 – 1483) was een Spaans edelman en graaf van Lemos van 1456 tot 1483.

## Afkomst

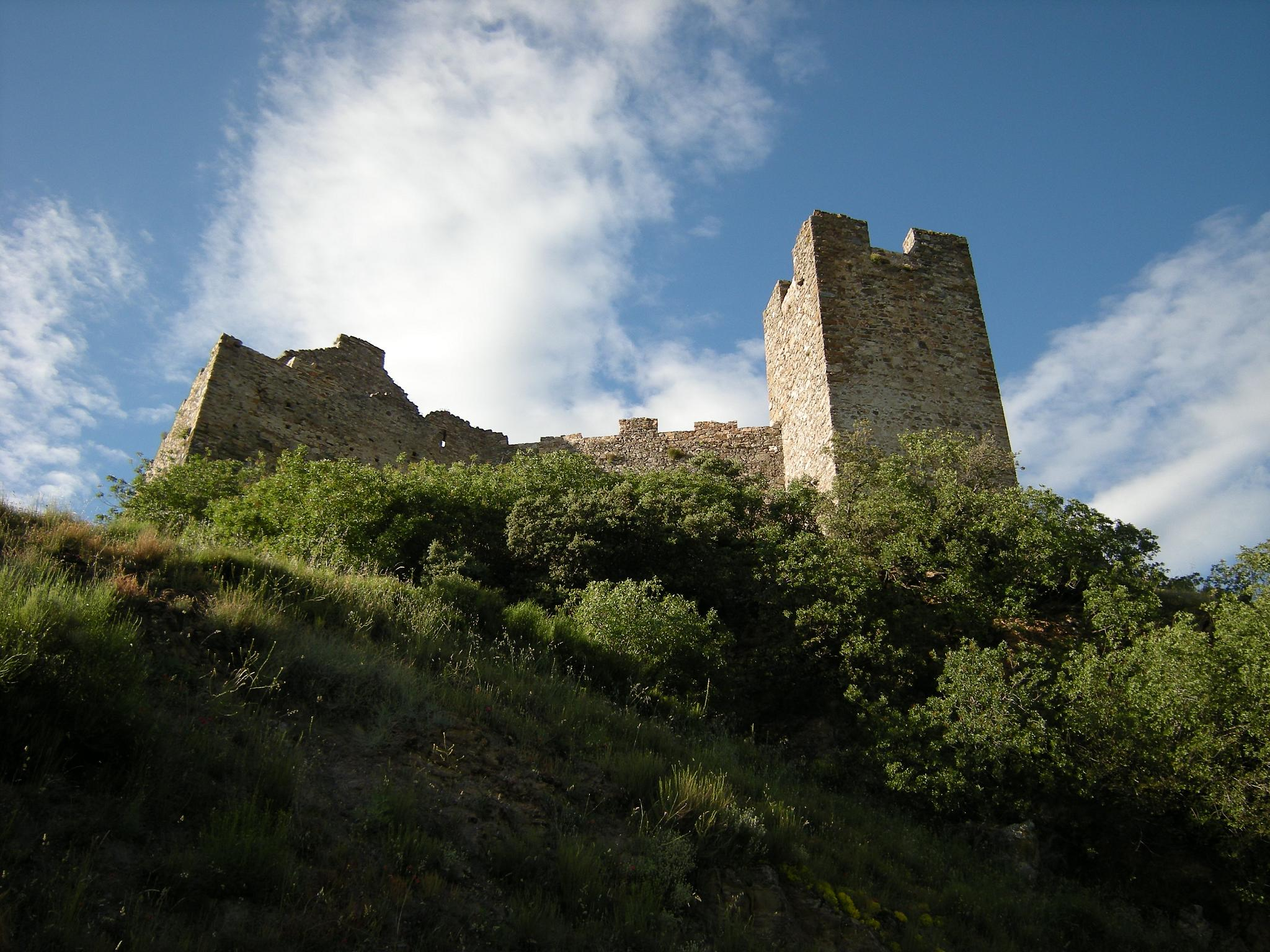
Het kasteel van Cornatel, dat door Pedro Álvarez Osorio werd gerestaureerd na de Opstand van de Irmandiños

Osorio was een zoon van Rodrigo Osorio, heer van Cabrera en Ribera en Aldonza Enríquez.

## Loopbaan
In 1447 trouwde hij met Beatriz Enríquez de Castro, zuster van de hertog van Arjona, dochter van Pedro Enríquez en Isabel de Castro. Beatriz stierf in 1455. 
Osorio werkte zich op tot vertrouwensman van koning Johan II van Castilië en verrichtte militaire expedities in zijn opdracht. Zo ontving hij in mei 1448 het bevel de eigendommen van de familie Pimentel in beslag te nemen. Op 16 mei kreeg hij de opdracht om de plaatsen Allariz, Milmanda, O Bolo en Sandiás te veroveren. Het bevel werd later herroepen en de bezittingen werden teruggegeven.
Van koning Hendrik IV van Castilië kreeg Osorio de titel graaf van Lemos en het graafschap werd aan hem overgedragen. De titel werd erfelijk tot in de eeuwigheid, zo besliste de koning. Het besluit werd bevestigd in een brief van de koning gedateerd op 26 juni de 1456. Het graafschap was voordien in bezit van het Huis Trastámara en Sarria. In de geschiedschrijving wordt Osorio daarom soms de 1e, soms de 4e graaf van Lemos genoemd.
In 1467, toen de tweede Opstand van de Irmandiños uitbrak, vluchtte Osorio naar Ponferrada. 
In 1468 trouwde hij met María de Bazán, weduwe van Juan de Zúñiga. In 1469 ondernam de graaf van Lemos een tegenaanval op de Irmandiños. Hij rukte op vanuit Ponferrada, terwijl Pedro Madruga vanuit Portugal aanviel en Alonso II de Fonseca en Juan Afonso Pimentel oprukten vanuit Salamanca. De opstand werd zo onderdrukt.  
Zijn dochter Juana trouwde in 1487 met Luis de Pimentel (-1497), zoon van de graaf van Benavente. Waarschijnlijk werden jaren daarvoor reeds afspraken over het huwelijk gemaakt. Osorio wilde niet dat het graafschap van Lemos in handen zou vallen van de Pimentels. Daarom benoemde hij zijn kleinzoon Rodrigo tot erfgenaam. 
Osorio stierf in 1483 in het kasteel van Cornatel. 

## Ruzie om erfenis
Na de dood van Osorio ontstond er ruzie om de erfenis. De strijd ging tussen enerzijds María de Bazán, haar dochter Juana, haar echtgenoot Luis Pimentel, en anderzijds de kleinzoon Rodrigo. Er ontstond een kleine oorlog om het graafschap van Lemos. Rodrigo werd door de koninklijke troepen geholpen om enkele vestigingen terug te veroveren, waaronder het kasteel van Ponferrada. 
Om een gewapend conflict te voorkomen lieten katholieke koningen hun mayordomo mayor Enrique Enríquez beslag leggen op de erfenis. De kwestie moest voorgelegd worden aan de Consejo Real van Castilië, de Koninklijke Raad. Er werden twee bemiddelaars benoemd, admiraal Alonso Enríquez, de oom van Rodrigo, en de markies van Astorga, die tot de familie Osorio behoorde. Op 16 juni werd de beslissing bekendgemaakt. María de Bazán zou een groot deel van de heerlijkheid van Villafranca ontvangen en een grote som geld. Rodrigo werd graaf van Lemos. Ponferrada kwam voorlopig onder bevel van Jorge de Avendaño. 

## Nageslacht
Osorio kreeg vier dochters met María de Bazán:
- Juana (1470-1491)
- Mencía
- María
- Constanza